# آن وارنر (أحيائية)
آن وارنر (بالإنجليزية: Anne Warner)‏ هي أحيائية بريطانية، ولدت في 25 أغسطس 1940، وتوفيت في 16 مايو 2012.